# ジェイソン・デュパスキエ
ジェイソン・デュパスキエ（Jason Dupasquier, 2001年9月7日 - 2021年5月30日）は、スイスのオートバイレーサー。

## 経歴
デュパスキエの父親は、モトクロスライダーのフィリップ・デュパスキエである。デュパスキエは5歳でダートレースを始め、その後ロードレースに転向した。2015年にADACジュニアカップに参戦、2016年にはタイトルを獲得した。2017年には北ヨーロッパカップのMoto3クラスに参戦。同年スペイン選手権のMoto3クラスにも参戦した。2019年にはMotoGPルーキーズカップに参戦した。
2020年シーズンから、ロードレース世界選手権Moto3クラスにCarXpert プリュステルGPからデビューした。チームメイトはバリー・バルテュスであった。この年のデュパスキエはノーポイントであった。
2021年シーズンも同チームから継続して参戦した。チームメイトは山中琉聖となった。
2021年5月29日、ムジェロ・サーキットで行われた第6戦イタリアGP予選において、第2コーナー（アラビアータ）でジェレミー・アルコバや佐々木歩夢らと共に転倒に巻き込まれた。デュパスキエは路面にたたきつけられ頭部、胸部、腹部に重傷を負った。ヘリコプターでフィレンツェの大学病院に搬送されたが、翌日30日の早朝に死亡が確認された。19歳没。

## 戦績
- 凡例
- 太字はポールポジション、斜体はファステストラップ。

| 年     | クラス | マシン | 1      | 2      | 3      | 4      | 5      | 6       | 7      | 8      | 9      | 10     | 11     | 12     | 13     | 14     | 15     | 16  | 17  | 18  | 19  | 順位 | ポイント |
| ------ | ------ | ------ | ------ | ------ | ------ | ------ | ------ | ------- | ------ | ------ | ------ | ------ | ------ | ------ | ------ | ------ | ------ | --- | --- | --- | --- | ---- | -------- |
| 2020年 | Moto3  | KTM    | QAT 25 | SPA 21 | AND 19 | CZE 23 | AUT 28 | STY 19  | RSM 19 | ERM 23 | CAT 22 | FRA 17 | ARA 22 | TER 24 | EUR 18 | VAL 22 | POR 23 |     |     |     |     |      | 0        |
| 2021年 | Moto3  | KTM    | QAT 10 | DOH 11 | POR 12 | SPA 7  | FRA 13 | ITA DNS | CAT    | GER    | NED    | STY    | AUT    | GBR    | ARA    | RSM    | JPN    | THA | AUS | MAL | VAL | 24位 | 27       |

- * 現在進行中

## 参照
1. ↑  Diana Tamantini.  Editoriale l'Incontro: “Moto3: PrustelGP annuncia Jason Dupasquier per il 2020”. 15 settembre 2019閲覧。 エラー: 閲覧日が正しく記入されていません。（説明）
2. ↑  “Moto3: brutto incidente al Mugello, Dupasquier in gravi condizioni - Sport” (2021年5月29日). 2021年5月29日閲覧。
3. ↑  “E morto Jason Dupasquier” (2021年5月30日). 2021年5月30日閲覧。